# Arda (rzeka)
Arda (bułg. Арда, gr. ¨Αρδας, Ardas) – rzeka w południowej Bułgarii, wschodniej Grecji i europejskiej części Turcji, prawy dopływ Maricy w zlewisku Morza Egejskiego. Długość - 299 km (241 km w Bułgarii, 55 km w Grecji, 3 km w Turcji), powierzchnia zlewni - 5.350 km² (5.201 km² w Bułgarii). 
Źródła Ardy znajdują się na zachodnich stokach szczytu Ardin Wrych w granicznym paśmie górskim Kuła w zachodnich Rodopach, nad wsią o tej samej nazwie, na południe od miasta Smoljan. Rzeka płynie na wschód przez wschodnie Rodopy, zasilając trzy zbiorniki wodne w Bułgarii: Kyrdżali (koło miasta o tej samej nazwie), Studen Kładenec i Iwajłowgrad oraz jeden niewielki w Grecji. Koło wsi Iwajłowgrad przecina granicę bułgarsko-grecką i wypływa w dolinę Maricy. Uchodzi do Maricy naprzeciwko Edirne. 
Arda ma 25 dopływów. Największe z nich to Wyrbica (98 km) i Krumowica (58 km).